# 胡桃屋ましみん
胡桃屋 ましみん（くるみや ましみん）は、日本の漫画家。静岡県出身。主に成人向け漫画を執筆している。旧名義はましみゆき。
大の阪神タイガースファン。

## 漫画作品

### みしまゆき名義
- 深夜にようこそ

### ましみゆき名義
- 不純姦禁
- アンダーライン
- トラブルファミリー

### 胡桃屋ましみん名義
- 肉妻通信
- 妻喰主義
- 肉触天国 2009/10 富士美出版 ISBN 9784894219120
- 絶対妻姉主義
- やわらかいカラダ 2011/6/20 蒼竜社 ISBN 4883863948